# Diana Pinto
Pour les articles homonymes, voir Pinto.
Diana Pinto (née en 1949 à Paris) est une historienne américaine, d'origine juive italienne . Ses recherches portent sur le développement de la communauté juive en Europe de l'Est et de l'Ouest après le tournant de 1989.

## Biographie
Diplômée de l'université Harvard, où elle obtient un doctorat en histoire européenne contemporaine, Diana Pinto a également étudié à l'université de Pavie.
Sa mère était professeur d'université aux États-Unis.
Rédactrice en chef de la revue Belvédère, elle devient consultante au Conseil de l'Europe.
Diana Pinto est mariée au politologue Dominique Moïsi. Elle vit à Paris.

## Publications
- Contemporary Italian Sociology. A Reader. Cambridge University Press, Cambridge 1981 •  (ISBN 0-521-23738-6)
- Entre deux mondes. Édition Odile Jacob, Paris 1991 •  (ISBN 2-7381-0132-1)
- The great European sea change. Dædalus 121, 4 (1992), 129–150.
- Israël a déménagé. éditions Stock, Paris 2012 •  (ISBN 978-2-234-07321-0)
- The Jewish World’s Ambiguous Attitude toward European Integration. Dans: Sharon Pardo et Hila Zahavi: The Jewish Contribution to European Integration. Lexington Books, Lanham MD 2019 •  (ISBN 978-1-7936-0319-7)